# Релятивістська теорія гравітації
Релятивістська теорія гравітації (РТГ) — біметрична теорія гравітації, що розвивається в рамках спеціальної теорії відносності (в авторській інтерпретації) і заснована на поданні гравітаційного поля як симетричного тензорного фізичного поля валентності 2 в просторі Мінковського. Воно формує метрику ефективного ріманового простору, який тільки й відчувають інші поля та частки. В останніх версіях стверджується, що теорія містить масивні гравітони. Розробляв академік РАН Анатолій Логунов із групою співробітників.
Теорія не дуже відома і мало цитується поза російськомовною групою Логунова. Судження групи Логунова стосовно загальної теорії відносності зазнали суттєвої та різнобічної критики.

## Відмінності від загальної теорії відносності
У низці робіт автори теорії стверджують, що РТГ має такі відмінності від загальної теорії відносності (ЗТВ):
- Гравітація є не геометричним полем, а реальним фізичним силовим полем у дусі Фарадея — Максвелла, яке описують тензором.
- Гравітаційні явища слід розглядати в рамках плоского простору Мінковського, в якому однозначно виконуються закони збереження енергії-імпульсу та моменту кількості руху. Тоді рух тіл у просторі Мінковського еквівалентний руху цих тіл у ефективному рімановому просторі.
- У тензорних рівняннях для визначення метрики слід враховувати масу гравітона, а також використовувати калібрувальні умови, пов'язані з метрикою простору Мінковського. Це не дозволяє знищити гравітаційне поле навіть локально вибором якоїсь відповідної системи відліку.
- Конуси причинності ефективного ріманового простору повинні скрізь лежати всередині конусів причинності простору Мінковського (принцип причинності РТГ).

Як і в ЗТВ, в РТГ під речовиною розуміють усі форми матерії (включно з електромагнітним полем), за винятком самого гравітаційного поля. Проте густина лагранжіана гравітаційного поля {\displaystyle L_{g}} у ній залежить як від метричного тензора {\displaystyle \gamma ^{ik}}, так і від гравітаційного поля {\displaystyle \varphi ^{ik}}, чим вона й відрізняється від ЗТВ, в якій густина лагранжіана залежить лише від метричного тензора ріманового простору {\displaystyle g^{ik}}.
Наслідки з РТГ, як стверджують творці, такі:
1. Всесвіт — просторово плоский, однорідний, ізотропний; в ефективній метриці Всесвіт осцилює; прискорене розширення вимагає квінтесенції;
2. у Всесвіті (якщо розуміти під ним лише матерію Всесвіту, але не математичні, тобто ідеальні та абстрактні, об'єкти) сингулярностей не існує;
3. чорних дір як фізичних об'єктів, передбачених в ЗТВ, не існує — замість них є стабільні зорі з екстремальним червоним зміщенням і радіусом трохи більшим від радіуса Шварцшильда, які фактично не відрізняються від кандидатів у чорні діри (див., однак, Колапсар).

Необхідність альтернативної ЗТВ теорії, на думку Логунова, обумовлена тим, що ЗТВ, як він вважає, непридатна як фізична теорія через ототожнення гравітації з тензором ріманового простору, що призвів до несумісності ЗТВ із фундаментальними законами збереження:
Ейнштейн у ЗТВ ототожнив гравітацію з метричним тензором ріманового простору, але цей шлях призвів до відмови від гравітаційного поля як фізичного поля, і навіть до втрати фундаментальних законів збереження. Саме тому від цього положення Ейнштейна нам слід повністю відмовитися.Оригінальний текст (рос.)
Эйнштейн в ОТО отождествил гравитацию с метрическим тензором риманова пространства, но этот путь привёл к отказу от гравитационного поля как физического поля, а также к утрате фундаментальных законов сохранения. Именно поэтому от этого положения Эйнштейна нам необходимо полностью отказаться.
— Лекції з теорії відносності та гравітації: Сучасний аналіз проблеми (1987), с. 240 (рос.)

## Відгуки

### Позитивні
Голландський фізик Тео М. Ньюенхайзен і чеський фізик В. Шпичка висловили думку, що необхідно відмовитися від ЗТВ і перейти на РТГ, оскільки остання, на їхню думку, має низку переваг.
У свою чергу Томас Ортін, посилаючись на статтю Логунова «Релятивістська теорія гравітації і принцип Маха», схарактеризував «цікавою» критику ейнштейнівського принципу еквівалентності, запропоновану в цій праці.

### Критика та заперечення на неї
Висновки школи Логунова щодо ЗТВ та точності її передбачень, опубліковані в журналах «Теоретична та математична фізика» та «Успіхи фізичних наук», зазнали істотної й різнобічної критики в наукових колах. Лоскутов опублікував статтю у відповідь на критику низки іноземних фахівців щодо точності передбачень.
Проти самої РТГ також наведено аргументи, що зводяться до таких положень:
- РТГ є біметричною теорією, в разі безмасового гравітона еквівалентною так званому польовому трактуванню ЗТВ як надбудови над простором Мінковського[9]: «У релятивістській теорії гравітації… фігурують точно ті самі лагранжіани…, які приводять до рівнянь гравітаційного поля», «математичний зміст РТГ зводиться до математичного змісту ЗТВ (у польовому формулюванні)»[10]. Заперечення: Цей аргумент, на думку Логунова, не враховує як топологічних відмінностей між звичайною польовою моделлю ЗТВ (де топологія рішення не фіксована через локальність рівнянь Ейнштейна) і моделлю РТГ (де фактично постулюється проста топологія простору-часу Мінковського), так і того що всі рівняння РТГ, на відміну від ЗТВ, неусувно містять метричний тензор простору Мінковського. Щодо рівнянь польового трактування та РТГ, Логунов зазначає, що в лагранжіані гравітаційного поля РТГ відсутній член з іншими похідними і в цілому характеризує неспроможною позицію критиків, згідно з якою будь-який розв'язок рівнянь Гільберта — Ейнштейна задовольняє рівняння РТГ .
- У разі масивного гравітона в РТГ застосовується стандартна аргументація проти теорії з масивним гравітоном, заснована на лінійному наближенні: або якесь поле має від'ємну енергію, що призводить до нестабільності будь-якої системи в такій теорії, або теорія не дає правильної ньютонівської границі при переході до маси гравітона, що дорівнює 0, і, отже, безглузда (див. Гравітація з масивним гравітоном). У РТГ виникає перший випадок — компонент гравітаційного поля зі спіном 0 має від'ємну енергію. Заперечення: На захист РТГ Лоскутов спробував показати, що з урахуванням поширення гравітаційного випромінювання в ефективному рімановому просторі гравітаційне випромінювання системи тіл стає додатно визначеним[17]. У свою чергу Логунов зі співробітниками вважають, що в РТГ відсутні «духові» стани (або від'ємна енергія) за дотримання принципу причинності РТГ.

- Додаткові рівняння РТГ у разі безмасового гравітона являють собою лише координатні умови: «Весь набір рівнянь РТГ у термінах метрики викривленого простору-часу можна звести до рівнянь Ейнштейна плюс гармонійна координатна умова, яку так успішно використовував Фок»[10]. Заперечення: Як вважає Логунов, додаткові рівняння РТГ не мають стосунку до координатних умов у ЗТВ, оскільки дані рівнянь в РТГ, на відміну від ЗТВ, є універсальними та загальноковаріантними. Розв'язки Фока, у свою чергу, не задовольняють принцип причинності РТГ.
- Наведені вище наслідки з РТГ в разі безмасового гравітона є лише наслідком неточностей: неіснування чорних дір — наслідком неможливості покрити однією координатною картою, еквівалентною простору-часу Мінковського, простір-час об'єкта, що колапсував у чорну діру (згадана відмінність у топології розв'язків); космологічних передбачень — наслідком прийнятих координатних умов. Більш того, в разі безмасового гравітона висновок РТГ про ізотропність всесвіту виявляється недійсним, коли принцип причинності РТГ відкидає висновок теорії, позбавляючи його фізичного змісту[14].